# Shoot-Out 2020
Lo Shoot-Out 2020 è stato il ventunesimo evento della stagione 2019-2020 di snooker nonché 11ª edizione di questo torneo che si è svolto dal 20 al 23 febbraio 2020 a Watford in Inghilterra.
È il terzo torneo stagionale della BetVictor European Series 2020.
Il torneo è stato vinto 1-0 (64-1) dall'inglese Michael Holt che si aggiudica così il suo 1º Shoot-Out, il suo 1º torneo della BetVictor European Series ed il suo 1º titolo Ranking in carriera.
| Campione in carica  | Thepchaiya Un-Nooh | 1-0 (74-0) | 2020: | Trentaduesimi di finale |
| Finalista in carica | Michael Holt       | 1-0 (74-0) | 2020: | Vincitore               |
| N° 1 del Ranking    | Judd Trump         | Judd Trump | 2020: | Non disputato           |

## Montepremi
- Vincitore: £50.000
- Finalista: £20.000
- Semifinalisti: £8.000
- Quarti di finale: £4.000
- Ottavi di finale: £2.000
- Sedicesimi di finale: £1.000
- Trentaduesimi di finale: £500
- Sessantaquattresimi di finale: £250 (queste sterline non varranno per il ranking)
- Miglior break della competizione: £5.000

## Regolamento
Nello Shoot-Out sono presenti differenti regole rispetto alla classica partita di snooker.
- Ogni incontro può durare massimo 10 minuti, la partita finisce anche se un giocatore sta realizzando un break.
- I giocatori hanno a disposizione 15 secondi per ogni tiro nei primi 5 minuti, mentre negli altri 5 il tempo si riduce a 10 secondi a tiro.
- In ogni match del torneo c'è solo un frame.
- Per determinare il giocatore che andrà al tiro d'apertura i due giocatori ne fanno entrambi uno e chi fa ritornare più velocemente la bianca indietro può decidere se tirare o lasciare l'inizio del frame all'avversario.
- Per ogni fallo l'avversario avrà a disposizione la biglia bianca in mano da posizionare in ogni parte del tavolo, senza poter ricorrere alla ripetizione del tiro o al tiro dal posto dopo il fallo.
- I giocatori devono colpire almeno una sponda del tavolo con almeno una biglia.
- Se il frame finisce in parità viene rimessa sul tavolo la biglia blu e la biglia bianca che viene riposizionata nella parte alta. Appena uno dei giocatori imbuca, l'altro è costretto ad imbucare per allungare il match e se sbaglia perderà come nel calcio. Se la biglia blu non finisce nella buca cercata ma in un'altra con un rimpallo, viene considerato comunque errore.

## Partecipanti
Dei 128 giocatori professionisti 12 danno forfait (Graeme Dott ritira la sua partecipazione due giorni prima del torneo) cedendo il posto ad 12 dilettanti. Gli altri 116 partecipano regolarmente.
| Professionisti non partecipanti | Sostituti dilettanti   | Precedenti partecipazioni dei dilettanti |
| ------------------------------- | ---------------------- | ---------------------------------------- |
| Steve Mifsud                    | Paul Davison           | 5 (2013, 2014, 2017, 2018, 2019)         |
| Judd Trump                      | Ashley Hugill          | 3 (2017, 2018, 2019)                     |
| James Wattana                   | Lukas Kleckers         | 2 (2018, 2019)                           |
| Neil Robertson                  | Reanne Evans           | 1 (2019)                                 |
| Marco Fu                        | Aaron Hill             | 0                                        |
| Graeme Dott                     | Andrew Pagett          | 0                                        |
| Stephen Maguire                 | Dean Young             | 0                                        |
| Ding Junhui                     | Iulian Boiko           | 0                                        |
| John Higgins                    | Nutcharut Wongharuthai | 0                                        |
| Peter Ebdon                     | Robbie McGuigan        | 0                                        |
| Robbie Williams                 | Ross Bulman            | 0                                        |
| Mark King                       | Sean Maddocks          | 0                                        |

## Fase a eliminazione diretta
| Sessantaquattresimi di finale | Trentaduesimi di finale | Sedicesimi di finale | Ottavi di finale | Quarti di finale | Semifinali | Finale |
| ----------------------------- | ----------------------- | -------------------- | ---------------- | ---------------- | ---------- | ------ |
| Ogni match dura un frame      |                         |                      |                  |                  |            |        |

### Sessantaquattresimi di finale
| Giocatore         | Giocatore              | Risultato |
| ----------------- | ---------------------- | --------- |
| Alex Borg         | Thepchaiya Un-Nooh     | 17-63     |
| Sean Maddocks     | Igor Figueiredo        | 15-43     |
| Kurt Maflin       | Yuan Sijun             | 103-29    |
| Dominic Dale      | Mitchell Mann          | 30-26     |
| David Lilley      | Gary Wilson            | 41-39     |
| Zhang Anda        | Fan Zhengyi            | 37-21     |
| Mark Davis        | Harvey Chandler        | 61-1      |
| Iulian Boiko      | Chang Bingyu           | 0-120     |
| Mark Williams     | Luca Brecel            | 59-7      |
| Bai Langning      | Daniel Wells           | 72-77     |
| Si Jiahui         | Xiao Guodong           | 63-68     |
| David Grace       | Dean Young             | 29-35     |
| Mark Joyce        | Chris Wakelin          | 26-46     |
| Nigel Bond        | Gerard Greene          | 62-0      |
| Zhao Xintong      | Lukas Kleckers         | 70-24     |
| Sunny Akani       | Mark Selby             | 54-18     |
| Kyren Wilson      | Michael White          | 28-24     |
| Louis Heathcote   | Jamie Clarke           | 10-49     |
| Anthony McGill    | Zhang Jiankang         | 69-19     |
| Liam Highfield    | James Cahill           | 89-33     |
| Andrew Pagett     | Stuart Bingham         | 46-41     |
| Ashley Hugill     | Jamie O'Neill          | 33-9      |
| Mei Xiwen         | Matthew Selt           | 22-17     |
| Thor Chuan Leong  | Nutcharut Wongharuthai | 133-0     |
| Mark Allen        | Luo Honghao            | 8-54      |
| Li Hang           | Adam Stefanow          | 58-44     |
| Lyu Haotian       | Riley Parsons          | 52-35     |
| Paul Davison      | Anthony Hamilton       | 21-36     |
| Robert Milkins    | David Gilbert          | 0-39      |
| Simon Lichtenberg | Lei Peifan             | 3-60      |
| Joe O'Connor      | Elliot Slessor         | 31-64     |
| Jimmy White       | Matthew Stevens        | 30-71     |
| Shaun Murphy      | Kishan Hirani          | 77-0      |
| Soheil Vahedi     | Alfie Burden           | 42-37     |
| Ben Woollaston    | Duane Jones            | 41-23     |
| Robbie McGuigan   | Aaron Hill             | 15-50     |
| Scott Donaldson   | Jordan Brown           | 35-67     |
| Michael Georgiou  | Ross Bulman            | 21-28     |
| Ricky Walden      | Tian Pengfei           | 61-71     |
| Lee Walker        | Lu Ning                | 30-37     |
| Chen Zifan        | Ali Carter             | 50-56     |
| Martin Gould      | Andrew Higginson       | 8-74      |
| Amiri Amine       | Michael Holt           | 38-69     |
| Craig Steadman    | Hammad Miah            | 44-27     |
| Jack Lisowski     | Andy Hicks             | 79-10     |
| Hossein Vafaei    | Alexander Ursenbacher  | 41-61     |
| Martin O'Donnell  | Rod Lawler             | 58-27     |
| Ian Burns         | Reanne Evans           | 69-8      |
| Kacper Filipiak   | Ken Doherty            | 41-64     |
| Barry Pinches     | Ryan Day               | 6-117     |
| Tom Ford          | Zhou Yuelong           | 27-65     |
| Andy Lee          | Billy Joe Castle       | 0-69      |
| Xu Si             | Yan Bingtao            | 1-42      |
| Sam Baird         | Jak Jones              | 36-48     |
| Noppon Saengkham  | Ashley Carty           | 43-46     |
| Mike Dunn         | John Astley            | 41-29     |
| Jackson Page      | Barry Hawkins          | 7-74      |
| Brandon Sargeant  | Eden Sharav            | 62-7      |
| Liang Wenbó       | Oliver Lines           | 34-29     |
| Fergal O'Brien    | Chen Feilong           | 41-56     |
| Jimmy Robertson   | Joe Perry              | 7-35      |
| Fraser Patrick    | Stuart Carrington      | 56-7      |
| Peter Lines       | Sam Craigie            | 58-16     |
| Alan McManus      | Ronnie O'Sullivan      | 10-54     |

### Trentaduesimi di finale
| Giocatore             | Giocatore         | Risultato |
| --------------------- | ----------------- | --------- |
| Aaron Hill            | Kyren Wilson      | 55-11     |
| Liam Highfield        | Dean Young        | 0-61      |
| Jamie Clarke          | Lu Ning           | 53-38     |
| Anthony Hamilton      | David Gilbert     | 62-50     |
| Lyu Haotian           | Mark Davis        | 57-25     |
| Thor Chuan Leong      | Yan Bingtao       | 15-70     |
| Lei Peifan            | Kurt Maflin       | 30-28     |
| Andrew Higginson      | Zhou Yuelong      | 8-73      |
| David Lilley          | Barry Hawkins     | 8-72      |
| Tian Pengfei          | Sunny Akani       | 16-39     |
| Soheil Vahedi         | Daniel Wells      | 42-2      |
| Andrew Pagett         | Ross Bulman       | 26-42     |
| Mike Dunn             | Matthew Stevens   | 47-0      |
| Dominic Dale          | Anthony McGill    | 17-83     |
| Ian Burns             | Chang Bingyu      | 49-43     |
| Mark Williams         | Ashley Carty      | 36-54     |
| Thepchaiya Un-Nooh    | Peter Lines       | 11-79     |
| Ali Carter            | Brandon Sargeant  | 63-68     |
| Xiao Guodong          | Ashley Hugill     | 101-4     |
| Luo Honghao           | Igor Figueiredo   | 100-19    |
| Liang Wenbó           | Martin O'Donnell  | 53-44     |
| Jack Lisowski         | Fraser Patrick    | 54-44     |
| Zhang Anda            | Ken Doherty       | 62-19     |
| Nigel Bond            | Mei Xiwen         | 23-58     |
| Billy Joe Castle      | Ronnie O'Sullivan | 66-30     |
| Li Hang               | Chen Feilong      | 40-28     |
| Elliot Slessor        | Michael Holt      | 2-62      |
| Ryan Day              | Joe Perry         | 39-44     |
| Jak Jones             | Jordan Brown      | 111-1     |
| Zhao Xintong          | Ben Woollaston    | 46-64     |
| Craig Steadman        | Chris Wakelin     | 52-26     |
| Alexander Ursenbacher | Shaun Murphy      | 19-86     |

### Sedicesimi di finale
| Giocatore        | Giocatore        | Risultato |
| ---------------- | ---------------- | --------- |
| Zhou Yuelong     | Jack Lisowski    | 65-8      |
| Liang Wenbó      | Anthony McGill   | 41-61     |
| Ashley Carty     | Mike Dunn        | 20-56     |
| Anthony Hamilton | Ross Bulman      | 73-0      |
| Brandon Sargeant | Shaun Murphy     | 21-44     |
| Lyu Haotian      | Soheil Vahedi    | 64-47     |
| Aaron Hill       | Craig Steadman   | 2-63      |
| Jak Jones        | Peter Lines      | 16-28     |
| Barry Hawkins    | Ben Woollaston   | 15-54     |
| Jamie Clarke     | Li Hang          | 47-11     |
| Zhang Anda       | Xiao Guodong     | 31-6      |
| Yan Bingtao      | Dean Young       | 73-17     |
| Ian Burns        | Michael Holt     | 15-38     |
| Luo Honghao      | Billy Joe Castle | 2-51      |
| Lei Peifan       | Mei Xiwen        | 6-21      |
| Sunny Akani      | Joe Perry        | 25-62     |

### Ottavi di finale
| Giocatore        | Giocatore        | Risultato |
| ---------------- | ---------------- | --------- |
| Shaun Murphy     | Anthony McGill   | 31-48     |
| Lyu Haotian      | Zhang Anda       | 34-32     |
| Craig Steadman   | Yan Bingtao      | 15-42     |
| Billy Joe Castle | Zhou Yuelong     | 39-77     |
| Ben Woollaston   | Jamie Clarke     | 96-0      |
| Mei Xiwen        | Mike Dunn        | 22-12     |
| Peter Lines      | Anthony Hamilton | 23-48     |
| Joe Perry        | Michael Holt     | 24-67     |

### Quarti di finale
| Giocatore        | Giocatore      | Risultato |
| ---------------- | -------------- | --------- |
| Mei Xiwen        | Zhou Yuelong   | 18-38     |
| Ben Woollaston   | Michael Holt   | 6-19      |
| Lyu Haotian      | Anthony McGill | 45-33     |
| Anthony Hamilton | Yan Bingtao    | 9-35      |

### Semifinali
| Giocatore    | Giocatore   | Risultato |
| ------------ | ----------- | --------- |
| Michael Holt | Yan Bingtao | 59-16     |
| Zhou Yuelong | Lyu Haotian | 44-33     |

### Finale
| Giocatore    | Giocatore    | Risultato |
| ------------ | ------------ | --------- |
| Michael Holt | Zhou Yuelong | 64-1      |

### Century breaks
Durante il corso del torneo sono stati realizzati quattro century breaks.
| N° | Giocatore        | Century Breaks | Miglior Break |
| -- | ---------------- | -------------- | ------------- |
| 1  | Thor Chuan Leong | 1              | 133           |
| 2  | Chang Bingyu     | 1              | 120           |
| 3  | Jak Jones        | 1              | 107           |
| 4  | Xiao Guodong     | 1              | 101           |